# Nacionalni park Tumucumaque
Nacionalni park planine Tumucumaque (por. Parque Nacional Montanhas do Tumucumaque; izgovor [tumukuˈmaki]) nalazi se u amazonskoj prašumi u brazilskim državama Amapá i Pará. Na sjeveru graniči s Francuskom Gijanom i Surinamom.

## Povijest
Tumucumaque je nacionalnim parkom 23. kolovoza 2002. godine proglasila vlada Brazila, nakon suradnje sa WWF-om. Dio je Koridora biološke raznolikosti Amapá, stvorenog 2003. Jedinicu za očuvanje podržava Program zaštićenih područja Amazonske regije. Njegov plan upravljanja objavljen je 10. ožujka 2010.

## Geografija
Nacionalni park planine Tumucumaque ima površinu veću od 38 800 kvadratnih kilometara, što ga čini najvećim nacionalnim parkom tropskih šuma na svijetu i većim od Belgije. Ovo područje doseže čak 59  000 kvadratnih kilometara kada se uključuje graniči s Gvajanskim amazonskim parkom, nacionalnim parkom u Francuskoj Gijani. Ova kombinacija zaštićenih područja još uvijek je manja od sustava tri nacionalna parka na granici između Brazila i Venezuele, gdje nacionalni parkovi Parima-Tapirapeco, Serranía de la Neblina i Pico da Neblina imaju ukupnu površinu od preko 73000 km2.
No, zadnje navedeno sigurno je manje ako se Nacionalni park planine Tumucumaque (Brazil) i Gvajanski amazonski park (Francuska Gvajana) kombiniraju s velikim susjednim zaštićenim područjima u sjevernoj Pará, dijelu Brazila, kao što su ekološka postaja Grão-Pará, biološki rezervat Maicuru i mnogi drugi. Važno je da to čini Gvajanski štit jednim od najbolje zaštićenih i najvećih ekoloških koridora tropskih prašuma na svijetu. To je nenaseljeno područje i visoke je ekološke vrijednosti: većina njegovih životinjskih vrsta, uglavnom riba i vodenih ptica su endemske vrste. To je stanište jaguara, primata, vodenih kornjača i orlao harpija.
Tu se nalazi najviša točka brazilske države Amapá visoka 701 metar.

### Klima
Klima je tropska monsunska (Köppen: Am), uobičajena u područjima sjevernog Brazila na prijelazu iz bioma u Amazonsku šumu. Ima prosječnu temperaturu od 25 °C i akumuliranih padalina u rasponu od 2000 (7,87 in) do 3250 mm godišnje.
| Klimatološki srednjaci za Nacionalni park Tumucumaque | Klimatološki srednjaci za Nacionalni park Tumucumaque | Klimatološki srednjaci za Nacionalni park Tumucumaque | Klimatološki srednjaci za Nacionalni park Tumucumaque | Klimatološki srednjaci za Nacionalni park Tumucumaque | Klimatološki srednjaci za Nacionalni park Tumucumaque | Klimatološki srednjaci za Nacionalni park Tumucumaque | Klimatološki srednjaci za Nacionalni park Tumucumaque | Klimatološki srednjaci za Nacionalni park Tumucumaque | Klimatološki srednjaci za Nacionalni park Tumucumaque | Klimatološki srednjaci za Nacionalni park Tumucumaque | Klimatološki srednjaci za Nacionalni park Tumucumaque | Klimatološki srednjaci za Nacionalni park Tumucumaque | Klimatološki srednjaci za Nacionalni park Tumucumaque |
| mjesec                                                | sij                                                   | velj                                                  | ožu                                                   | tra                                                   | svi                                                   | lip                                                   | srp                                                   | kol                                                   | ruj                                                   | lis                                                   | stu                                                   | pro                                                   | godina                                                |
| ----------------------------------------------------- | ----------------------------------------------------- | ----------------------------------------------------- | ----------------------------------------------------- | ----------------------------------------------------- | ----------------------------------------------------- | ----------------------------------------------------- | ----------------------------------------------------- | ----------------------------------------------------- | ----------------------------------------------------- | ----------------------------------------------------- | ----------------------------------------------------- | ----------------------------------------------------- | ----------------------------------------------------- |
| srednji maksimum, °C                                  | 29,0                                                  | 28,8                                                  | 29,2                                                  | 29,4                                                  | 29,5                                                  | 29,6                                                  | 29,9                                                  | 30,8                                                  | 31,7                                                  | 32,2                                                  | 31,6                                                  | 30,3                                                  | 30,2                                                  |
| srednja dnevna temperatura, °C                        | 24,2                                                  | 24,1                                                  | 24,3                                                  | 24,5                                                  | 24,5                                                  | 24,4                                                  | 24,4                                                  | 24,7                                                  | 25,2                                                  | 25,8                                                  | 25,7                                                  | 25,0                                                  | 24,7                                                  |
| srednji minimum, °C                                   | 20,7                                                  | 20,8                                                  | 21,0                                                  | 21,4                                                  | 21,3                                                  | 21,0                                                  | 20,7                                                  | 20,6                                                  | 20,4                                                  | 20,9                                                  | 21,0                                                  | 21,0                                                  | 20,9                                                  |
| oborine, mm                                           | 111,2                                                 | 116,3                                                 | 168,1                                                 | 226,7                                                 | 348,5                                                 | 231,1                                                 | 189,4                                                 | 105,8                                                 | 76,9                                                  | 38,4                                                  | 43,8                                                  | 75,9                                                  | 1732,1                                                |

## Turizam
Turizam u Parku odvija se u dva različita sektora: sektoru Amapari i sektoru Oiapoque.
U sektoru Amaparí, parku se pristupa iz grada Serra do Navio (najčešći) ili iz zajednice u Pedra Branca do Amapari (obično ljeti). Putuje se rijekom Amapari, aluminijskim čamcima (90 km od Serra do Navio) do rustične baze parka, gdje je moguće boraviti u kampu prilagođenom amazonskim uvjetima (hammocks) i baviti se aktivnostima poput šetnje stazama, kupanja u rijekama i promatranja životinja i biljaka.
U sektoru Oiapoque možete kampirati u Cachoeira do Anotaie, koji se nalazi na rijeci Anotaie, pritoci rijeke Oiapoque. Ovaj vodopad udaljen je 40 km od grada Oiapoque, na izletu aluminijskim čamcima. Također postoji mogućnost posjete Vila Brasil, zajednice koja se nalazi na desnoj obali rijeke Oiapoque i nalazi se ispred francusko-gijanske autohtone zajednice Camopi. Na ovoj lokaciji nalaze se mali hoteli i može se razumjeti njegov socio-kulturni kontekst, gdje stanovnici, uglavnom trgovci, pružaju usluge autohtonom stanovništvu susjedne zemlje.

## Ostavština
Kodni naziv beta verzije Firefoxa 4 Mozille Firefox je Tumucumaque.